# Lijst van kraamwebspinnen
Deze pagina beschrijft alle soorten uit de familie der kraamwebspinnen (Pisauridae).

## Afropisaura
Afropisaura Blandin, 1976
- Afropisaura ducis (Strand, 1908)
- Afropisaura valida (Simon, 1886)

## Archipirata
Archipirata Simon, 1898
- Archipirata tataricus Simon, 1898

## Architis
Architis Simon, 1898
- Architis altamira Santos, 2007
- Architis brasiliensis (Mello-Leitão, 1940)
- Architis capricorna Carico, 1981
- Architis catuaba Santos, 2008
- Architis colombo Santos, 2007
- Architis comaina Santos, 2007
- Architis cymatilis Carico, 1981
- Architis dianasilvae Santos, 2007
- Architis erwini Santos, 2007
- Architis fritzmuelleri Santos, 2007
- Architis gracilis Santos, 2008
- Architis helveola (Simon, 1898)
- Architis ikuruwa Carico, 1981
- Architis maturaca Santos, 2007
- Architis neblina Santos & Nogueira, 2008
- Architis robusta Carico, 1981
- Architis spinipes (Taczanowski, 1874)
- Architis tenuipes (Simon, 1898)
- Architis tenuis Simon, 1898
- Architis turvo Santos, 2007

## Bradystichus
Bradystichus Simon, 1884
- Bradystichus aoupinie Platnick & Forster, 1993
- Bradystichus calligaster Simon, 1884
- Bradystichus crispatus Simon, 1884
- Bradystichus panie Platnick & Forster, 1993
- Bradystichus tandji Platnick & Forster, 1993

## Campostichommides
Campostichommides Strand, 1911
- Campostichommides inquirendus Strand, 1911

## Caripetella
Caripetella Strand, 1928
- Caripetella madagascariensis (Lenz, 1886)

## Charminus
Charminus Thorell, 1899
- Charminus aethiopicus (Caporiacco, 1939)
- Charminus ambiguus (Lessert, 1925)
  - Charminus ambiguus concolor (Caporiacco, 1947)
- Charminus atomarius (Lawrence, 1942)
- Charminus bifidus Blandin, 1978
- Charminus camerunensis Thorell, 1899
- Charminus marfieldi (Roewer, 1955)
- Charminus minor (Lessert, 1928)
- Charminus natalensis (Lawrence, 1947)
- Charminus rotundus Blandin, 1978

## Chiasmopes
Chiasmopes Pavesi, 1883
- Chiasmopes hystrix (Berland, 1922)
- Chiasmopes lineatus (Pocock, 1898)
- Chiasmopes namaquensis (Roewer, 1955)
- Chiasmopes signatus (Pocock, 1902)

## Cispinilus
Cispinilus Roewer, 1955
- Cispinilus flavidus (Simon, 1910)

## Cispius
Cispius Simon, 1898
- Cispius affinis Lessert, 1916
- Cispius bidentatus Lessert, 1936
- Cispius kimbius Blandin, 1978
- Cispius maruanus (Roewer, 1955)
- Cispius problematicus Blandin, 1978
- Cispius simoni Lessert, 1915
- Cispius strandi Caporiacco, 1947
- Cispius tanganus Roewer, 1955
- Cispius thorelli Blandin, 1978
- Cispius variegatus Simon, 1898

## Cladycnis
Cladycnis Simon, 1898
- Cladycnis insignis (Lucas, 1838)

## Conakrya
Conakrya Schmidt, 1956
- Conakrya wolffi Schmidt, 1956

## Dendrolycosa
Dendrolycosa Doleschall, 1859
- Dendrolycosa cruciata (Roewer, 1955)
- Dendrolycosa fusca Doleschall, 1859
- Dendrolycosa gracilis Thorell, 1891
- Dendrolycosa icadia (L. Koch, 1876)
- Dendrolycosa lepida (Thorell, 1890)
- Dendrolycosa robusta (Thorell, 1895)
- Dendrolycosa stauntoni Pocock, 1900

## Dianpisaura
Dianpisaura Zhang, Zhu & Song, 2004
- Dianpisaura lizhii (Zhang, 2000)
- Dianpisaura songi (Zhang, 2000)

## Dolomedes
Dolomedes Latreille, 1804
- Dolomedes actaeon Pocock, 1903
- Dolomedes albicomus L. Koch, 1867
- Dolomedes albicoxus Bertkau, 1880
- Dolomedes albineus Hentz, 1845
- Dolomedes angolensis (Roewer, 1955)
- Dolomedes angustivirgatus Kishida, 1936
- Dolomedes angustus (Thorell, 1899)
- Dolomedes annulatus Simon, 1877
- Dolomedes aquaticus Goyen, 1888
- Dolomedes batesi Pocock, 1903
- Dolomedes bistylus Roewer, 1955
- Dolomedes boiei (Doleschall, 1859)
- Dolomedes bukhkaloi Marusik, 1988
- Dolomedes chinesus Chamberlin, 1924
- Dolomedes chroesus Strand, 1911
- Dolomedes clercki Simon, 1937
- Dolomedes costatus Zhang, Zhu & Song, 2004
- Dolomedes crosbyi Lessert, 1928
- Dolomedes eberhardarum Strand, 1913
- Dolomedes elegans Taczanowski, 1874
- Dolomedes facetus L. Koch, 1876
- Dolomedes fageli Roewer, 1955
- Dolomedes femoralis Hasselt, 1882
- Dolomedes fernandensis Simon, 1910
- Dolomedes fimbriatus (Clerck, 1757)
- Dolomedes flaminius L. Koch, 1867
- Dolomedes fontus Tanikawa & Miyashita, 2008
- Dolomedes furcatus Roewer, 1955
- Dolomedes fuscipes Roewer, 1955
- Dolomedes fuscus Franganillo, 1931
- Dolomedes gertschi Carico, 1973
- Dolomedes gracilipes Lessert, 1928
- Dolomedes guamuhaya Alayón, 2003
- Dolomedes habilis Hogg, 1905
- Dolomedes holti Carico, 1973
- Dolomedes horishanus Kishida, 1936
- Dolomedes huttoni Hogg, 1908
- Dolomedes hyppomene Audouin, 1826
- Dolomedes instabilis L. Koch, 1876
- Dolomedes intermedius Giebel, 1863
- Dolomedes japonicus Bösenberg & Strand, 1906
- Dolomedes karschi Strand, 1913
- Dolomedes lafoensis Berland, 1924
- Dolomedes lateralis White, 1849
- Dolomedes laticeps Pocock, 1898
- Dolomedes lesserti Roewer, 1955
- Dolomedes lomensis Strand, 1906
- Dolomedes machadoi Roewer, 1955
- Dolomedes macrops Simon, 1906
- Dolomedes mendigoetmopasi Barrion, 1995
- Dolomedes minahassae Merian, 1911
  - Dolomedes minahassae vulcanicus Merian, 1911
- Dolomedes minor L. Koch, 1876
- Dolomedes mirificus Walckenaer, 1837
- Dolomedes mizhoanus Kishida, 1936
- Dolomedes naja Berland, 1938
- Dolomedes neocaledonicus Berland, 1924
- Dolomedes nigrimaculatus Song & Chen, 1991
- Dolomedes noukhaiva Walckenaer, 1847
- Dolomedes ohsuditia Kishida, 1936
- Dolomedes okefinokensis Bishop, 1924
- Dolomedes orion Tanikawa, 2003
- Dolomedes palmatus Zhang, Zhu & Song, 2005
- Dolomedes palpiger Pocock, 1903
- Dolomedes paroculus Simon, 1901
- Dolomedes plantarius (Clerck, 1757)
- Dolomedes pullatus Nicolet, 1849
- Dolomedes raptor Bösenberg & Strand, 1906
- Dolomedes raptoroides Zhang, Zhu & Song, 2004
- Dolomedes saccalavus Strand, 1907
- Dolomedes saganus Bösenberg & Strand, 1906
- Dolomedes sagittiger White, 1849
- Dolomedes schauinslandi Simon, 1899
- Dolomedes scriptus Hentz, 1845
- Dolomedes senilis Simon, 1880
- Dolomedes signatus Walckenaer, 1837
- Dolomedes silvicola Tanikawa & Miyashita, 2008
- Dolomedes smithi Lessert, 1916
- Dolomedes spathularis Hasselt, 1882
- Dolomedes stilatus Karsch, 1878
- Dolomedes straeleni Roewer, 1955
- Dolomedes striatus Giebel, 1869
- Dolomedes submarginalivittatus Strand, 1907
- Dolomedes sulfureus L. Koch, 1878
- Dolomedes sumatranus Strand, 1906
- Dolomedes tadzhikistanicus Andreeva, 1976
- Dolomedes tenebrosus Hentz, 1844
- Dolomedes titan Berland, 1924
- Dolomedes toldo Alayón, 2003
- Dolomedes transfuga Pocock, 1899
- Dolomedes tridentatus Hogg, 1911
- Dolomedes trippi Hogg, 1908
- Dolomedes triton (Walckenaer, 1837)
- Dolomedes upembensis (Roewer, 1955)
- Dolomedes vatovae Caporiacco, 1940
- Dolomedes vittatus Walckenaer, 1837
- Dolomedes wetarius Strand, 1911
- Dolomedes wollastoni Hogg, 1915
- Dolomedes yawatai Ono, 2002
- Dolomedes zatsun Tanikawa, 2003

## Eucamptopus
Eucamptopus Pocock, 1900
- Eucamptopus coronatus Pocock, 1900

## Euprosthenops
Euprosthenops Pocock, 1897
- Euprosthenops australis Simon, 1898
- Euprosthenops bayaonianus (Brito Capello, 1867)
- Euprosthenops benoiti Blandin, 1976
- Euprosthenops biguttatus Roewer, 1955
- Euprosthenops ellioti (O. P.-Cambridge, 1877)
- Euprosthenops pavesii Lessert, 1928
- Euprosthenops proximus Lessert, 1916
  - Euprosthenops proximus maximus Blandin, 1976
- Euprosthenops schenkeli (Roewer, 1955)
- Euprosthenops wuehlischi Roewer, 1955

## Euprosthenopsis
Euprosthenopsis Blandin, 1974
- Euprosthenopsis armata (Strand, 1913)
- Euprosthenopsis lamorali Blandin, 1977
- Euprosthenopsis lesserti (Roewer, 1955)
  - Euprosthenopsis lesserti garambensis (Lessert, 1928)
- Euprosthenopsis pulchella (Pocock, 1902)
- Euprosthenopsis rothschildi Blandin, 1977
- Euprosthenopsis vachoni Blandin, 1977
- Euprosthenopsis vuattouxi Blandin, 1977

## Eurychoera
Eurychoera Thorell, 1897
- Eurychoera banna Zhang, Zhu & Song, 2004
- Eurychoera quadrimaculata Thorell, 1897

## Hala
Hala Jocqué, 1994
- Hala impigra Jocqué, 1994
- Hala paulyi Jocqué, 1994

## Hesydrimorpha
Hesydrimorpha Strand, 1911
- Hesydrimorpha gracilipes Strand, 1911

## Hygropoda
Hygropoda Thorell, 1894
- Hygropoda africana Simon, 1898
- Hygropoda albolimbata (Thorell, 1878)
- Hygropoda argentata Zhang, Zhu & Song, 2004
- Hygropoda balingkinitanus (Barrion & Litsinger, 1995)
- Hygropoda borbonica (Vinson, 1863)
- Hygropoda bottrelli (Barrion & Litsinger, 1995)
- Hygropoda campanulata Zhang, Zhu & Song, 2004
- Hygropoda dolomedes (Doleschall, 1859)
- Hygropoda exilis (Thorell, 1881)
- Hygropoda higenaga (Kishida, 1936)
- Hygropoda lineata (Thorell, 1881)
- Hygropoda longimana (Stoliczka, 1869)
- Hygropoda longitarsis (Thorell, 1877)
  - Hygropoda longitarsis fasciata (Thorell, 1877)
- Hygropoda macropus Pocock, 1897
- Hygropoda madagascarica Strand, 1907
- Hygropoda menglun Zhang, Zhu & Song, 2004
- Hygropoda procera Thorell, 1895
- Hygropoda prognatha Thorell, 1894
- Hygropoda subannulipes Strand, 1911
- Hygropoda taeniata Wang, 1993
- Hygropoda yunnan Zhang, Zhu & Song, 2004

## Hypsithylla
Hypsithylla Simon, 1903
- Hypsithylla celebesiana Strand, 1913
- Hypsithylla linearis Simon, 1903

## Ilipula
Ilipula Simon, 1903
- Ilipula anguicula Simon, 1903

## Inola
Inola Davies, 1982
- Inola amicabilis Davies, 1982
- Inola cracentis Davies, 1982
- Inola daviesae Tio & Humphrey, 2010[1]
- Inola subtilis Davies, 1982

## Maypacius
Maypacius Simon, 1898
- Maypacius bilineatus (Pavesi, 1895)
- Maypacius christophei Blandin, 1975
- Maypacius curiosus Blandin, 1975
- Maypacius gilloni Blandin, 1978
- Maypacius kaestneri Roewer, 1955
- Maypacius petrunkevitchi Lessert, 1933
- Maypacius roeweri Blandin, 1975
- Maypacius stuhlmanni (Bösenberg & Lenz, 1895)
- Maypacius vittiger Simon, 1898

## Megadolomedes
Megadolomedes Davies & Raven, 1980
- Megadolomedes australianus (L. Koch, 1865)

## Nilus
Nilus O. P.-Cambridge, 1876
- Nilus amazonicus Simon, 1898
- Nilus kochi Roewer, 1951
- Nilus lanceolatus Simon, 1898
- Nilus marginatus (Simon, 1888)
- Nilus ornatus Berland, 1924
- Nilus spadicarius (Simon, 1897)
- Nilus undatus (Thorell, 1877)

## Nukuhiva
Nukuhiva Berland, 1935
- Nukuhiva adamsoni (Berland, 1933)

## Papakula
Papakula Strand, 1911
- Papakula niveopunctata Strand, 1911

## Paracladycnis
Paracladycnis Blandin, 1979
- Paracladycnis vis Blandin, 1979

## Perenethis
Perenethis L. Koch, 1878
- Perenethis dentifasciata (O. P.-Cambridge, 1885)
- Perenethis fascigera (Bösenberg & Strand, 1906)
- Perenethis kawangisa Barrion & Litsinger, 1995
- Perenethis simoni (Lessert, 1916)
- Perenethis sindica (Simon, 1897)
- Perenethis symmetrica (Lawrence, 1927)
- Perenethis venusta L. Koch, 1878

## Phalaeops
Phalaeops Roewer, 1955
- Phalaeops mossambicus Roewer, 1955
- Phalaeops somalicus Roewer, 1955

## Pisaura
Pisaura Simon, 1885
- Pisaura acoreensis Wunderlich, 1992
- Pisaura anahitiformis Kishida, 1910
- Pisaura ancora Paik, 1969
- Pisaura bicornis Zhang & Song, 1992
- Pisaura bobbiliensis Reddy & Patel, 1993
- Pisaura consocia (O. P.-Cambridge, 1872)
- Pisaura decorata Patel & Reddy, 1990
- Pisaura gitae Tikader, 1970
- Pisaura lama Bösenberg & Strand, 1906
- Pisaura mirabilis (Clerck, 1757)
- Pisaura novicia (L. Koch, 1878)
- Pisaura orientalis Kulczynski, 1913
- Pisaura parangbusta Barrion & Litsinger, 1995
- Pisaura podilensis Patel & Reddy, 1990
- Pisaura putiana Barrion & Litsinger, 1995
- Pisaura quadrilineata (Lucas, 1838)
- Pisaura sublama Zhang, 2000
- Pisaura swamii Patel, 1987

## Pisaurina
Pisaurina Simon, 1898
- Pisaurina brevipes (Emerton, 1911)
- Pisaurina dubia (Hentz, 1847)
- Pisaurina mira (Walckenaer, 1837)
- Pisaurina undulata (Keyserling, 1887)

## Polyboea
Polyboea Thorell, 1895
- Polyboea vulpina Thorell, 1895
- Polyboea zonaformis (Wang, 1993)

## Qianlingula
Qianlingula Zhang, Zhu & Song, 2004
- Qianlingula bilamellata Zhang, Zhu & Song, 2004
- Qianlingula jiafu Zhang, Zhu & Song, 2004
- Qianlingula turbinata Zhang, Zhu & Song, 2004

## Ransonia
Ransonia Blandin, 1979
- Ransonia mahasoana Blandin, 1979

## Rothus
Rothus Simon, 1898
- Rothus auratus Pocock, 1900
- Rothus purpurissatus Simon, 1898
- Rothus vittatus Simon, 1898

## Stoliczka
Stoliczka O. P.-Cambridge, 1885
- Stoliczka affinis Caporiacco, 1935
- Stoliczka insignis O. P.-Cambridge, 1885

## Tallonia
Tallonia Simon, 1889
- Tallonia picta Simon, 1889

## Tapinothele
Tapinothele Simon, 1898
- Tapinothele astuta Simon, 1898

## Tapinothelella
Tapinothelella Strand, 1909
- Tapinothelella laboriosa Strand, 1909

## Tapinothelops
Tapinothelops Roewer, 1955
- Tapinothelops concolor (Caporiacco, 1947)
- Tapinothelops vittipes (Caporiacco, 1941)

## Tetragonophthalma
Tetragonophthalma Karsch, 1878
- Tetragonophthalma taeniata (Mello-Leitão, 1943)
- Tetragonophthalma vulpina (Simon, 1898)

## Thalassiopsis
Thalassiopsis Roewer, 1955
- Thalassiopsis vachoni Roewer, 1955

## Thalassius
Thalassius Simon, 1885
- Thalassius albocinctus (Doleschall, 1859)
- Thalassius esimoni Sierwald, 1984
- Thalassius jayakari F. O. P.-Cambridge, 1898
- Thalassius kolosvaryi Caporiacco, 1947
- Thalassius leoninus Strand, 1916
- Thalassius majungensis Strand, 1907
- Thalassius margaritatus Pocock, 1898
- Thalassius massajae (Pavesi, 1883)
- Thalassius paralbocinctus Zhang, Zhu & Song, 2004
- Thalassius phipsoni F. O. P.-Cambridge, 1898
- Thalassius pictus Simon, 1898
- Thalassius pseudojuvenilis Sierwald, 1987
- Thalassius radiatolineatus Strand, 1906
- Thalassius rossi Pocock, 1902
- Thalassius rubromaculatus Thorell, 1899
- Thalassius spinosissimus (Karsch, 1879)

## Thaumasia
Thaumasia Perty, 1833
- Thaumasia abrahami Mello-Leitão, 1948
- Thaumasia annecta Bryant, 1948
- Thaumasia annulipes F. O. P.-Cambridge, 1903
- Thaumasia argenteonotata (Simon, 1898)
- Thaumasia argentinensis Mello-Leitão, 1941
- Thaumasia argyrotypa Chamberlin & Ivie, 1936
- Thaumasia argyrura Mello-Leitão, 1943
- Thaumasia benoisti Caporiacco, 1954
- Thaumasia brunnea Caporiacco, 1947
- Thaumasia decemguttata Mello-Leitão, 1945
- Thaumasia heterogyna Chamberlin & Ivie, 1936
- Thaumasia marginella (C. L. Koch, 1847)
- Thaumasia niceforoi Mello-Leitão, 1941
- Thaumasia rubrosignata (Mello-Leitão, 1943)
- Thaumasia scoparia (Simon, 1888)
- Thaumasia senilis Perty, 1833
- Thaumasia strandi Caporiacco, 1947
- Thaumasia velox Simon, 1898

## Tinus
Tinus F. O. P.-Cambridge, 1901
- Tinus arindamai Biswas & Roy, 2005
- Tinus chandrakantii Reddy & Patel, 1993
- Tinus connexus (Bryant, 1940)
- Tinus minutus F. O. P.-Cambridge, 1901
- Tinus nigrinus F. O. P.-Cambridge, 1901
- Tinus oaxaca Carico, 2008
- Tinus palictlus Carico, 1976
- Tinus peregrinus (Bishop, 1924)
- Tinus prusius Carico, 1976
- Tinus sikkimus Tikader, 1970
- Tinus tibialis F. O. P.-Cambridge, 1901
- Tinus ursus Carico, 1976

## Tolma
Tolma Jocqué, 1994
- Tolma toreuta Jocqué, 1994

## Voraptipus
Voraptipus Roewer, 1955
- Voraptipus agilis Roewer, 1955

## Vuattouxia
Vuattouxia Blandin, 1979
- Vuattouxia kouassikonani Blandin, 1979

## Walrencea
Walrencea Blandin, 1979
- Walrencea globosa Blandin, 1979